# Cyrtandra exserta
Cyrtandra exserta là một loài thực vật có hoa trong họ Tai voi. Loài này được K.Schum. mô tả khoa học đầu tiên năm 1905.